# Calé (película)
Calé es una película dramática española de 1987, dirigida por Carlos Serrano, escrita por Serrano y Joaquín Oristrell, y protagonizada por Mónica Randall, Rosario Flores, Joan Miralles y Antonio Llopis. La película se enfoca en la relación entre una actriz y una gitana que la introduce a la cultura calé, y destacó por ser una de las primeras con un personaje gitano como protagonista en una relación lésbica.

## Argumento
Una actriz, en preparación para interpretar a Eliza en una adaptación teatral de Pigmalión, conoce y le pide ayuda a una mujer gitana para preparar su rol. Entre ellas, surge una gran pasión.

## Reparto
- Mónica Randall - Cristina
- Rosario Flores - Estrella
- Joan Miralles - Luis
- Antonio Llopis - Víctor
- Pedro Mari Sánchez - Paco
- Félix Rotaeta - Irigoyen
- Antonio Flores - Nono

## Recepción e impacto
En su estreno, el crítico de El País Ángel Fernández-Santos escribió que la idea de la película, aunque es original y tiene interés, se pierde durante el desarrollo de la historia, y solo destaca como notable la interpretación de Rosario Flores. Rafael Buhigas Jiménez, para DocROMA, proyecto de investigación de la Universidad Autónoma de Madrid, comparte que la representación de mujeres gitanas en el cine se usa para sacarlas de su entorno, presentado como un espacio cerrado. En esta película, resalta que el personaje de Estrella parte de ese modelo y, además, se representa desde los estereotipos propios de exotización; concluye que si se valora la película en el presente es debido a su temática LGBTIQ+. La revista Mirales destaca que la sexualidad presentada en la relación se muestra con relativa libertad.
Calé aparece en la lista "Los gitanos en el cine español" en el sitio web de la Fundación Secretariado Gitano, en la que se destacan películas con peso importante en la trama del tema gitano.